# 풍선말과
풍선말과(Botrydiaceae)는 3속 13종을 포함하고 있는 황록조 조류과의 하나이다. 3속 13종이 알려져 있다.

## 하위 분류
- Asterosiphon - 유일종 A. dichotomus
- 풍선말속 (Botrydium) - 11종
- Polychloris - 유일종 P. amoebicola